# MBC 일요특선
《MBC 일요특선》은 대한민국의 문화방송에서 방송되었던 일요일 낮 시간대 영화 프로그램이다. 1985년 7월 21일 첫 방송 시작하였다가, 1989년 4월 16일 끝으로 폐지하였다.

## 같이 보기
- 일요특선 (KBS 2TV)
- 일요시네마 (EBS)